# قنيطسة غرديبية
عود العطاس، سرة الكبش أو عاقر قرحا  أو تاغندست أو أصل الطرخون الجبلي أو القنيطسة  أو الغرديبية أو عاقر قر حا (باللاتينية: Anacyclus pyrethrum) (نسبة إلى نبات الغرديب (باللاتينية: Pyrethrum)) هو نوع نباتي يتبع جنس القنيطسة من الفصيلة النجمية.

## أسماء أخرى
من أسمائه الأخرى: قنطوس وعود القرح وعود العطاس وتاغنست وتيقنطيست وتاقندست تقنديشت في المغرب وتقنطس في الجزائر.

## الوصف النباتي
هو نبات مُعمر من الفصيلة المركبة (النجمية) شبيه بنبات البابونج. أغصانُه تكون مُلتصقة بالأرض في أولها، ثم ترتفع بعد ذلك. تنتهي الأغصان بأزهار كبيرة ذات بتلات بيضاء، أما وسط الزهرة فيكون أصفر اللون تزهر من شهر أبريل إلى شهر جوان. جذوره أسطوانية الشكل.

## الموطن والانتشار
ينتشر هذا النبات في الجزائر والمغرب الأقصى. من ارتفاع 400 متر إلى 3100 متر فوق سطح البحر. ولقد جُربت زراعته في بعض البلدان المتوسطية وكذا في جبال الهمالايا والهند.

## الاستعمال

### الأجزاء المستعملة في الطب
الجذور.

### في الطب التقليدي
يستعمل النبات في الطب التقليدي لعلاج ألم الأسنان، الروماتيزم، نزلات البرد.

### في الطب الحديث
توجد عدة مستحضرات طبية تدخل فيها جذور نبات القنطيس في تركيبها، وذلك لعلاج بعض أمراض الكلى، منشط للغدد اللعابية، مسكن لأوجاع الرأس والأسنان.

## معرض الصور

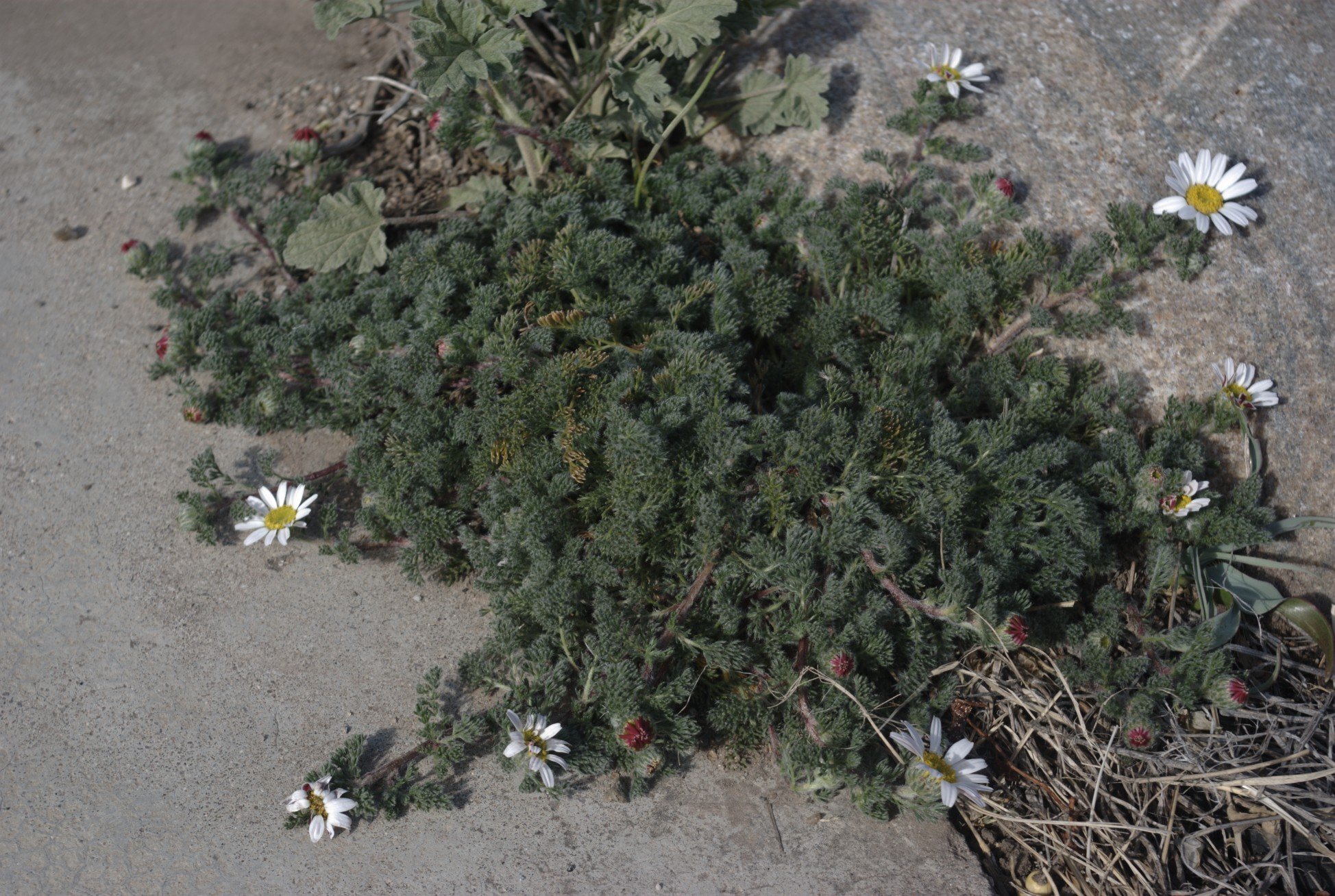
Var. depressus
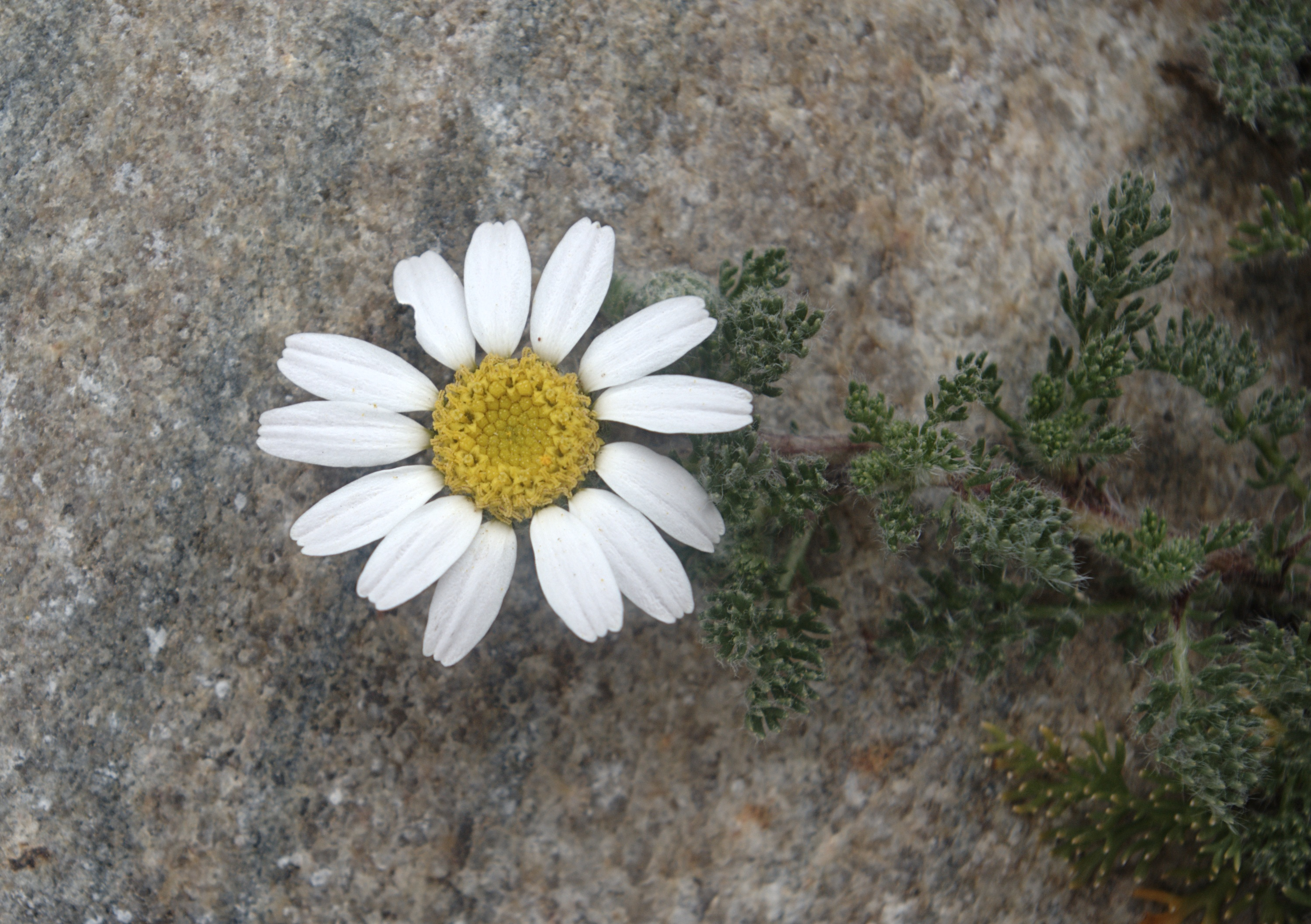
نفس النبتة؛ الأزهار متفتحة.
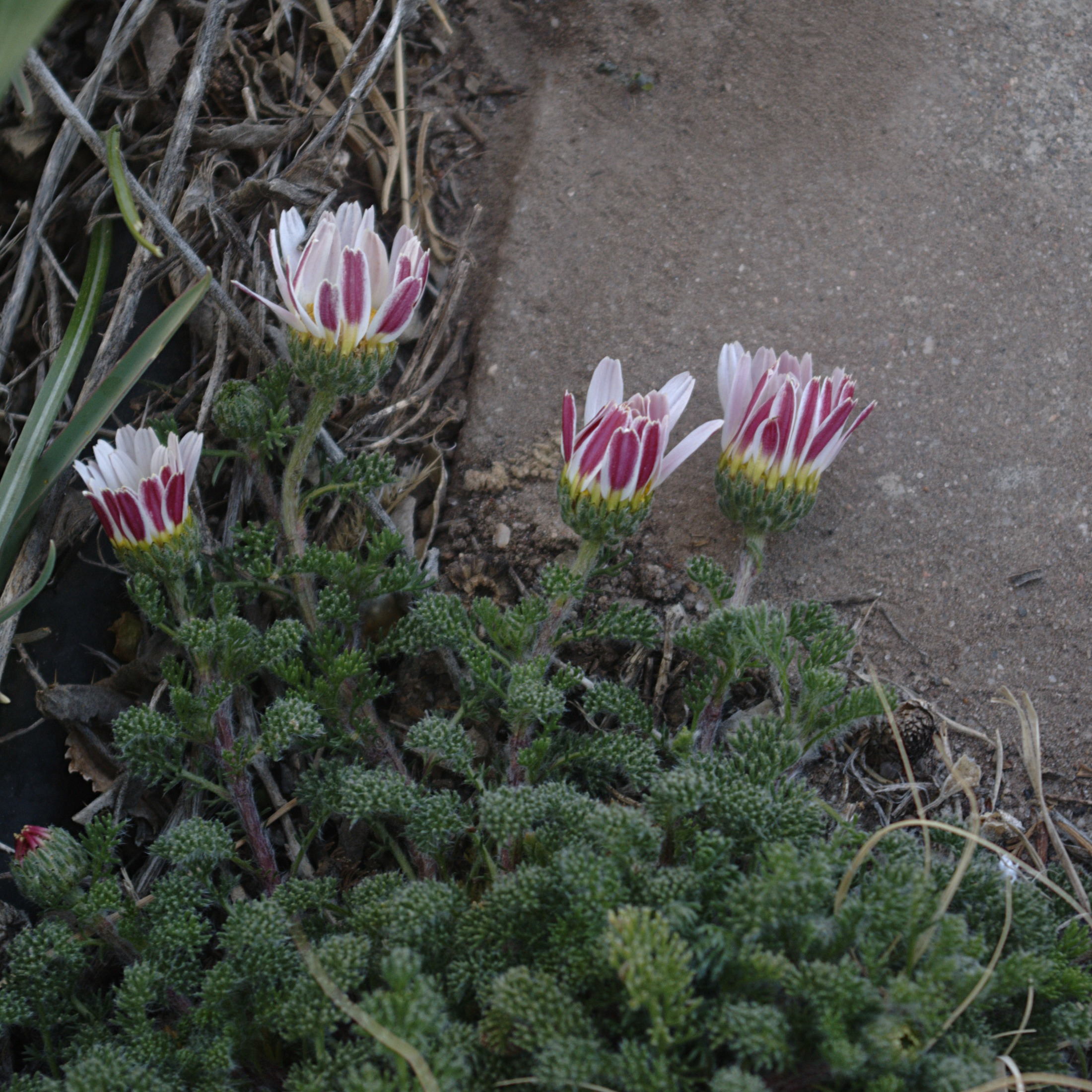
Var. depressus، الأزهار غير متفتحة.